# 咕噜声
咕噜声是一些猫科以及灵猫科动物會发出的一种颤动声。不同物种的猫科以及灵猫科动物甚至同一種猫科动物發出的咕噜声的音量和音调都不相同。此外浣熊等其他动物也会发出与咕噜声類似的声音。
這些动物发出咕噜声的原因各不相同，當這些動物感到快乐或恐惧時都有可能發出咕嚕聲。還有些猫会通过发出的呼噜声来缓解疼痛和自我安慰 。咕噜声的强度和持续时间也会随着动物的兴奋程度的變化而变化。 